# الأكاديمية الأمريكية لجراحي العظام

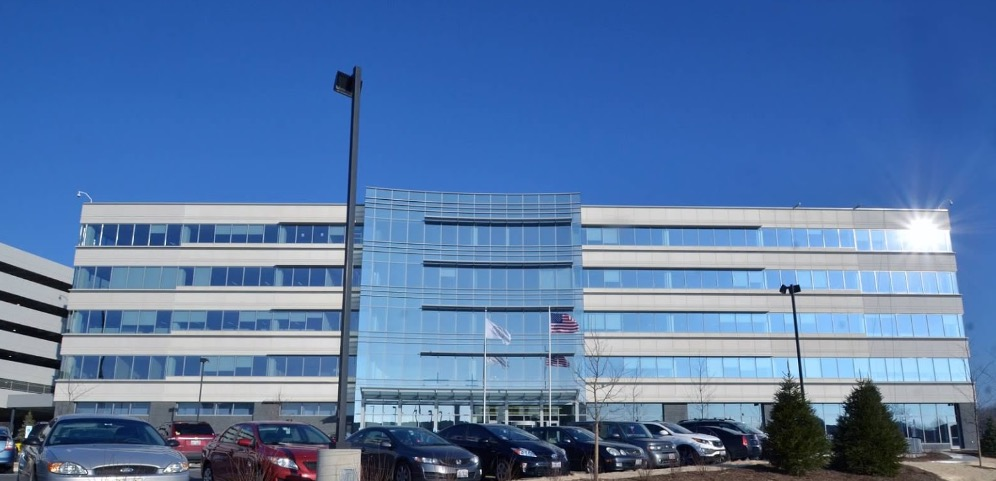

الأكاديمية الأمريكية لجراحي العظام (بالإنجليزية: American Academy of Orthopaedic Surgeons (AAOS))‏ هي أكاديمية متخصصة في مجال جراحة العظام. أنشئت في جامعة الشمال الغربي (بالإنجليزية: Northwestern University)‏ كمنظمة لا تهدف إلى الربح سنة 1933 بهدف توفير التعليم الطبي في مجال جراحة الجهاز العضلي الهيكلي لجراحي العظام في الولايات المتحدة الأمريكية وخارجها.

## الأعضاء
تضاعف حجم الأكاديمية من منظمة صغيرة تخدم أقل من 500 عضواً، لتصبح أكبر جمعية لأخصائيي جراحة العظام في العالم، حيث تضم حلياً ما يزيد عن 31 ألف عضو في مختلف دول العالم. وكانت أول امرأة تحصل على عضوية الجمعية هي روث جاكسون سنة 1937.

## التعليم الطبي المستمر
تشمل أنشطة التعليم الطبي المستمر التي تقيمها الأكاديمية الأمريكية لجراحي العظام كلاً من:
- الاجتماع السنوي الدولي
- دورات متعددة للتعليم الطبي المستمر تعقد في عدة ولايات أمريكية
- مطبوعات طبية وعلمية عديدة
- مواد تعليمية إلكترونية.[4]

## الاجتماع السنوي
يعد الاجتماع السنوي أكاديمية أكبر اجتماع طبي في الولايات المتحدة الأمريكية، حيث يحضره سنوياً حوالي 30 ألف جراح.
وقد عقد الاجتماع السنوي لعام 2011 في الفترة من 15 إلى 19 فبراير 2011 في سان دييغو بولاية كاليفورنيا، وعقد الاجتماع السنوي لعام 2012 في سان فرانسيسكو بولاية كاليفورنيا في الفترة من 5 إلى 9 فبراير 2012.